# Bord na Móna
Bord na Móna (bˠoːɾˠd̪ˠ nə mˠoːn̪ˠə — англ. Peat Board, дословно «Совет по торфу»), сокр. BNM — ирландская компания с государственным участием, созданная в 1946 году в соответствии с Turf Development Act. Во владении компании 80 тыс. гектаров торфяных болот. Одно из основных направлений деятельности — механизированная добыча торфа в центральных графствах Ирландии. Эксплуатирует обширные болотные угодья графств Оффали, Лонгфорд и Уэстмит, в частности, болото Аллен.
По оценкам 2018 года, стоимость Bord na Móna равнялась 400 млн евро, в 2021 году — 1,25 млрд евро.

## История
Под давлением «зелёных» в 2019 году ирландские контролирующие органы отозвали лицензию на работу одной из электростанций, принадлежащих компании, а Агентство по охране окружающей среды Ирландии добилось закрытия ещё одной электростанции, сжигающей торф. В это же время постановлением Верховного суда с подачи организации «Друзья окружающей среды Ирландии» была усложнена процедура получения разрешения на добычу торфа, что фактически означало полную остановку крупномасштабной добычи на острове.
В конце 2019 года Bord na Móna объявила о прекращении добычи торфа и закрытии части электростанций. Компания взяла на себя обязательства восстановить 65 тыс. гектаров торфяных болот, истощённых за годы их разработок. Проект получил одобрении правительства Ирландии и финансирование в размере 108 млн евро. Участки, не подлежащие восстановлению, необходимо будет очистить и сделать на их базе рекреационные пространства и природные парки.
Зарабатывать же Bord na Móna планирует на производстве возобновляемых источников энергии и вторичной переработке отходов. В перспективе предполагается строительство семи ветроэлектростанций и увеличение производства возобновляемой энергетики к 2030 году на 300 %.